# Maurice Bavaud
Maurice Bavaud (Bottens, 15 januari 1916 - Berlijn, 14 mei 1941) was Zwitsers theologiestudent die op 9 november 1938 een mislukte aanslag pleegde op Adolf Hitler.

## Biografie

### Aanloop
Bavaud was na een opleiding tot technisch tekenaar in Zwitserland een driejarige opleiding als katholiek theologiestudent aan het Saint-Ilan seminarie Saint-Brieuc in Bretagne begonnen met het doel missionaris te worden. Hij geraakte er sterk onder de invloed van zijn studiegenoot Marcel Gerbohay die beweerde een afstammeling van de keizerlijke familie Romanov uit Rusland te zijn. Naar eigen zeggen had Gerbohay in het seminarie een anticommunistische studentenvereniging Compagnie du Mystère opgericht waarvan Bavaud lid zou geweest zijn. Gerbohay overtuigde Bavaud dat hij na het omverwerpen van het communisme aan de macht zou komen in Rusland en Bavaud verkeerde in de waan dat het doden van Hitler een stap in deze richting zou zijn.

### De poging tot aanslag
In juli 1938 keert Bavaud uit Frankrijk terug naar Neuchâtel voor de zomervakantie. Hij deelt zijn ouders mee dat hij zijn studies in Frankrijk afbreekt en gaat voorlopig aan de slag in de groentewinkel die zijn moeder openhoudt. Op 9 oktober vertrekt hij zonder voorafgaande verwittiging naar Duitsland. Uit de kassa heeft hij CHF 600 meegenomen die hij volgens het achtergelaten briefje zo snel mogelijk wil terugbetalen zodra hij in Duitsland een baan gevonden heeft. In eerste instantie reist Bavaud naar familie in Baden-Baden, hij vertrekt er op 20 oktober en reist naar Bazel waar hij een Schmeisser 6,35 mm, een semiautomatisch pistool, en tien patronen koopt. Nog dezelfde dag reist hij door naar Berlijn, huurt er een kamer en koopt nog 25 extra patronen. In een Franse krant leest hij echter dat Hitler op de Obersalzberg in Berchtesgaden verblijft en hij vertrekt daarheen.
Eenmaal in Berchtesgaden verneemt hij dat de Obersalzberg spergebied is waar je enkel met een speciaal pasje toegang toe krijgt. In zijn hotel verneemt hij van andere gasten dat Hitler ontmoeten enkel kan met een introductiebrief, maar dat indien hij Hitler enkel wil zien de beste mogelijkheid wellicht op 9 november is tijdens de jaarlijkse herdenkingsmars van de Bierkelderputsch. Voor hij op 31 oktober afreist naar München oefent hij met zijn pistool in de bossen bij zijn hotel. In München aangekomen slaagt hij er in, door zich voor te doen als een fervent buitenlands aanhanger van Hitler, om een kaartje te krijgen voor een tribuneplaats voor de optocht van 9 november. Voor het zover is koopt hij nog twee maal munitie en oefent zich verder in het pistoolschieten tijdens een boottochtje op de Ammersee en in de bossen.
Op de dag van de mars neemt Bavaud zijn plaats in op de voorste rij van de tribune opgesteld bij de Heilige Geest-kerk. Wanneer de stoet dichterbij komt merkt hij echter dat Hitler aan de overzijde van de straat loopt en de afstand te groot is om met zekerheid te treffen. Bavaud houdt zijn pistool op zak en besluit alsnog Hitler persoonlijk te ontmoeten om de aanslag te plegen.

### Mislukte ontmoetingen
Bavaud schrijft zelf een introductiebrief in naam van de voormalige Franse premier Pierre-Étienne Flandin en vertrekt hiermee op 10 november naar Berchtesgaden. Hij wordt echter niet toegelaten op de Obersalzberg en keert onverrichter zake terug naar München. Hij huurt er een schrijfmachine en waagt een nieuwe poging door een introductiebrief te schrijven in naam van het Frans parlementslid Pierre Taittinger. Hiermee begeeft hij zich op 12 november naar het Braunes Haus in München waar Hitler dan zou verblijven. Opnieuw wordt hij afgewezen en na aandringen wordt hij doorverwezen naar de lokale afdeling van de Rijkskanselarij in Bischofswiesen bij Berchtesgaden omdat Hitler ondertussen weer naar de Obersalzberg is vertrokken. Wanneer hij daar op zaterdagavond toekomt is het echter al te laat om nog contact op te nemen. Bavaud is ondertussen door zijn geld heen en besluit zijn pogingen te staken.

### Aanhouding, veroordeling en terechtstelling
Met de hem resterende vijf rijksmark koopt hij een treinkaartje tot Freilassing maar rijdt door tot München waar hij zonder ticket overstapt op de trein naar Parijs. Al snel wordt hij betrapt voor rijden zonder kaartje en in Augsburg van de trein gezet en overgeleverd aan de Gestapo. Bij een fouillering ontdekt men zijn pistool, de vervalste aanbevelingsbrief, een landkaart van Berchtesgaden en een foto van Marcel Gerbohay samen met een briefje met de vreemde boodschap «Cet homme est sous ma protection immédiate et n'a rien fait qui ne soit selon mes ordres.» (deze man staat onder mijn directe bescherming, en heeft niets gedaan dat niet volgens mijn orders was). Op zijn hotelkamer in München worden nog 19 patronen en de pistooltas teruggevonden. Bavaud wordt aangehouden en op 6 december 1938 in Augsburg veroordeeld tot twee maanden gevangenisstraf voor verboden wapendracht en rijden zonder kaartje. Ondertussen loopt het onderzoek tegen hem verder op basis van de ongewone vondst tijdens zijn fouillering. Begin 1939 geeft Bavaud toe dat hij de bedoeling had Hitler te doden en op 18 december 1939 wordt hij in een geheim proces door het Volksgericht te Berlijn ter dood veroordeeld op de beschuldiging van poging tot moord op een regeringslid. Zijn advocaat Franz Wallau vroeg tevergeefs de vrijspraak op basis van het feit dat Bavaud nooit tot een moordpoging zelf gekomen was en het enkel bij de intentie was gebleven daar hij nooit daadwerkelijk een wapen had gebruikt tegen Hitler. Op 14 mei 1941 werd hij in de gevangenis Plötzensee onder de guillotine onthoofd.

### Motief voor de aanslag
Tijdens het proces zou Bavaud, volgens het uitgesproken vonnis, verklaard hebben dat hij Hitler zag als "een gevaar voor de mensheid, vooral voor Zwitserland wiens onafhankelijkheid hij bedreigde". Bepalend voor deze mening van Bavaud zou vooral de onderdrukking van de katholieke kerk en haar organisaties in Duitsland geweest zijn. Daarom geloofde hij dat hij "met zijn geplande daad de mensheid en het gehele christendom een dienst bewees". Nog steeds volgens het vonnis zou hij hier tijdens zijn slotwoord aan toegevoegd hebben "zijn rol zelf overdreven te hebben en zijn daad nu te berouwen".
Deze weergave van Bavauds motief wordt door de Zwitserse historicus Klaus Urner op basis van Bavauds verklaringen tijdens de ondervragingen door de Gestapo zowel voor als na het proces weerlegd. Voor het proces heeft Bavaud zich er steeds op beroepen dat hij "in onbegrensd vertrouwen in de bescherming van zijn opdrachtgever gehandeld had en dat hij ook nu nog overtuigd was dat deze door het uitoefenen van zijn grote invloed hem zou behoeden voor een bestraffing". Deze opdrachtgever, naar zijn zeggen, een Duitse nazi, wou de Wehrmacht ertoe aanzetten om "door middel van een oorlog zijn pan-Germaanse ideeën te realiseren" doch "een dergelijke politiek stond Hitler, die zich steeds vredelievend had getoond in de weg, derhalve moest de Führer gedood worden."
Voor het proces weigerde Bavaud tijdens de ondervragingen steeds de naam van deze opdrachtgever te noemen, zodat zowel de onderzoekers als zijn advocaat verder niets aankonden met zijn beweringen. Toen de veroordeling eenmaal een feit was en de terechtstelling dichterbij kwam, gaf Bavaud in zijn bewaarde afscheidsbrief wel de naam prijs van zijn "beschermer", Marcel Gerbohay, de man op de foto en auteur van het briefje die Bavaud bij zijn arrestatie op zak had. In zijn verhoor op 14 en 15 februari 1940 komt Bavaud terug op de tijdens het proces afgelegde verklaringen waarbij hij zich als enige dader voordeed om zijn vriend te beschermen en in de hoop een mildere straf te bekomen.
Na het herroepen van zijn tijdens het proces afgelegde verklaringen, onthult Bavaud het motief van zijn actie. Volgens deze verklaring vereerde hij Marcel Gerbohay, zijn vertrouweling uit het seminarie in Saint-Brieuc, als de rechtmatige erfgenaam van de afgezette Russische tsaar. De vermeende Grootvorst Dimitri Marcel Joseph Arnold Romanow-Holstein-Gottorp (zo stelde Gerbohay zich voor aan Bavaud) had plannen om "een oorlog tussen de Sovjet-Unie en Duitsland te beginnen. In deze oorlog moest Duitsland de Sovjet-Unie binnenvallen en het communistisch regime omverwerpen, waarna hij Duitsland zou dwingen Rusland niet langer te bezetten en zelf de troon te bestijgen als de nieuwe tsaar." Gerbohay zou hem in september 1938 in Neuchâtel geschreven hebben dat Hitler in de weg stond van dit plan omdat deze geen oorlog wilde. Hij verwachtte dat Bavaud "uit passionele toegenegenheid voor hem iedere hindernis uit de weg zou ruimen".

### Rol van Marcel Gerbohay
Deze nieuwe versie die de rol van Gerbohay aan het licht bracht, zou leiden tot verder onderzoek door de SIPO die hiervoor in 1940 zelfs officieel beroep zou doen op en medewerking zou krijgen van de Zwitserse overheid om de band tussen Bavaud en Gerbohay te onderzoeken. In het politierapport van inspecteur Müller van de Zwitserse federale politie van 5 juni 1940 wordt op basis van de ondervraging van verscheidene medeseminaristen van Bavaud en Gerbohay duidelijk dat deze laatste zware psychische problemen had en over de relatie tussen beide schrijft de inspecteur in zijn conclusies: "wij zijn overtuigd dat Bavaud aan het eind van zijn verblijf in het seminarie nog slechts de stroman was van Gerbohay. De vriendschap tussen Bavaud en Gerbohay was zeker meer dan intimiteit, en hoewel geen van de getuigen het openlijk durfde stellen laat alles geloven dat er een homoseksuele relatie bestond tussen hen." Nog in zijn rapport citeert hij in extenso een brief die Gerbohay schreef, gedateerd november 1939, aan een van de door hem ondervraagde medeseminaristen. Daarin geeft Gerbohay aan dat hij Bavaud vroeg naar Duitsland te reizen om er Duits te leren in verband met een baan die hij voor hem in Parijs gevonden had. Gerbohay geeft in de brief verder aan dat Bavaud hem nog geschreven heeft op 9 oktober vanuit Baden-Baden en dat Bavaud in Duitsland in het vaarwater van een anti-Hitlergroepering is gekomen en opgepakt werd door de politie, maar dat de personen bij wie hij zich geïnformeerd had optimistisch waren over de gerechtelijke afloop van de zaak.
Het rapport (cV.16.1881) van inspecteur Müller wordt door Bern al op 16 juli aan de SIPO in Berlijn overgemaakt, en als gevolg hiervan komt ook Gerbohay in het vizier van de Duitsers. Eenmaal Frankrijk bezet is wordt Gerbohay opgespoord, gevangengenomen en net als Bavaud in een geheim proces op 11 januari 1943 ter dood veroordeeld en op 9 april datzelfde jaar geguillotineerd. De verklaringen van Gerbohay zoals opgenomen in de aanklacht en het vonnis bevestigen grotendeels de versie die Bavaud na zijn veroordeling gaf, bovendien bleek nu ook uit feitelijke vaststellingen dat Gerbohay wel degelijk een rol gespeeld had als opdrachtgever. Zo was hij wel degelijk de auteur van het briefje gevonden bij de arrestatie van Bavaud en gaf hij ook toe naar Bavaud in Neuchâtel geschreven te hebben met de opdracht tot de aanslag daarbij specificerend deze pas uit te voeren indien Hitler, die hij daartoe moest spreken, het starten van een oorlog met de Sovjet-Unie om de Romanovdynastie weer aan de macht te brengen zou afwijzen.

### Opsporing en diplomatieke tussenkomsten vanuit Zwitserland
De familie van Bavaud heeft sedert zijn vertrek uit Baden-Baden op 19 oktober 1938 geen nieuws van hem. Zijn vader Alfred schrijft al op 16 januari 1939 naar de Zwitserse overheid met de vraag in Duitsland de nodige opsporingen te laten uitvoeren, hiervoor vermeldt hij alle hem dan bekende gegevens over Bavauds vertrek uit Zwitserland en verblijf in Duitsland. In het voorjaar 1939 krijgt de familie bericht dat Maurice is aangehouden voor wat zijn vader in een nieuwe brief, dd 14 mei 1939, gericht aan de Zwitserse overheid een "politiek misdrijf" noemt, hij sluit af met de vraag of het eventueel via de tussenkomst van de Zwitserse ambassade in Berlijn mogelijk zou zijn te corresponderen met zijn zoon. Blijkbaar komt er een gunstig gevolg aan zijn laatste verzoek want in een brief van 17 augustus 1939 van Maurice aan zijn ouders bedankt hij hen voor de toegezonden boeken, ook al mocht hij deze niet houden. Op 22 september 1939 schrijft de ambassade in Berlijn aan Bern dat er nog geen aanklacht is geformuleerd. Bern reageert op 6 oktober en verzoekt Berlijn de zaak van dichtbij te volgen en hen op de hoogte te houden.
Na zijn doodvonnis, dat wordt uitgesproken op 18 december 1939, schrijft Maurice zes brieven naar huis, deze worden echter ingehouden door de gevangenisoverheid, slechts zijn zevende brief van 5 april 1940 bereikt op 10 juni zijn ouders, die zo te horen krijgen dat hun zoon ter dood veroordeeld werd en terechtgesteld zal worden, zonder dat hij zelf aangeeft voor welk misdrijf en wanneer het vonnis zal uitgevoerd worden. In zijn brief vermeld Maurice ook voor het eerst de naam van zijn advocaat. Nochtans heeft Bern al op 4 januari 1940 van de Zwitserse ambassade in Berlijn bericht ontvangen dat Bavaud ter dood veroordeeld werd. In reactie vraagt Bern aan zijn ambassadeur hun ongenoegen over de gang van zaken, die ze strijdig acht met de geldende regels, over te maken aan de Duitse overheid, daar zij noch de familie, ondanks herhaald navragen, ooit in kennis gesteld werden van de precieze aanklacht tegen Bavaud en wanneer een eventueel proces zou plaatsvinden. Bern vindt de strafmaat bovendien buitensporig aangezien Bavaud, op basis van het Duitse dossier, duidelijk nooit tot de daad zelf gekomen is, daarbij ook aangevend dat het zeer de vraag is of Bavaud wel toerekeningsvatbaar was.
Nog op 10 juni 1940 schrijft zijn vader opnieuw naar Bern om hen op de hoogte te stellen van het slechte nieuws (dat in Bern echter al bekend was), maar vooral stelt hij zich vragen over de Zwitserse ambassade in Berlijn: «wat te denken van de stilte en onmacht van de Zwitserse ambassade in Berlijn. Men had me nochtans meermaals verzekerd dat zij de zaak niet uit het oog verloor en in contact zou blijven.» Ondertussen was de familie te weten gekomen dat ex-studiegenoten van Bavaud drie weken eerder door de Zwitserse politie ondervraagd werden, zonder dat zij hiervan officieel op de hoogte gebracht werd. Alfred Bavaud vraagt opnieuw al het mogelijke te doen, als het al niet te laat is, om de situatie van zijn zoon ten goede te keren, daarbij suggereert hij nogmaals of een eventuele gevangenenruil tussen Duitsland en Zwitserland mogelijk zou zijn.
Op 7 juni 1941 schrijft Alfred Bavaud Bern aan met de melding dat hij net een brief van zijn zoon, dd. 12 mei 1941, ontvangen heeft waarin deze zijn terechtstelling de dag nadien aankondigt. Eens te meer drukt hij zijn bitterheid uit ten aanzien van de ambassade in Berlijn die volgens hem tekortgeschoten is in haar taak. Dit keer is Bern zelf verrast want zij werden niet op de hoogte gebracht door de Duitse overheid. Nog dezelfde dag wordt de ambassade om bevestiging gevraagd en al op 10 juni schrijft Bern aan de ambassade om de Zwitserse onvrede over de gang van zaken uit te drukken, daarbij ook de ambassade zelf bekritiserend. Uit de handgeschreven notities die Bern maakt bij het antwoord van de ambassadeur, dd 13 juni 1941, wordt duidelijk dat zij de houding van de ambassadeur afkeuren.

### Postume strafherziening
In 1955 diende de Zwitserse overheid als vertegenwoordiger van de vader van Maurice Bavaud, in het kader van de Wiedergutmachung een verzoek in bij het Duitse gerecht om de uitspraak tegen zijn zoon te herzien. In eerste instantie werd Bavaud nog steeds veroordeeld voor poging tot moord, maar de straf werd bij vonnis van 3 augustus 1955 herleid tot vijf jaar tuchthuis en verlies van zijn burgerrechten voor dezelfde duur. Tegen deze uitspraak werd door Zwitserland beroep aangetekend en tijdens de nieuwe procedure werden zowel de uitspraak van 1939 als deze van 1955 nietig verklaard. Als motief gaf de rechtbank in haar vonnis van 27 januari 1956 aan dat Bavaud nooit tot een effectieve moordpoging was overgegaan doch slechts de intentie daartoe had gehad, wat niet strafbaar is. Daarmee hernam ze de thesis van Bavauds advocaat Franz Wallau die tijdens het eerste proces op deze basis al de vrijspraak had gevraagd. De familie kreeg ook een financiële compensatie van CHF 40.000 toegewezen.

### Nagedachtenis

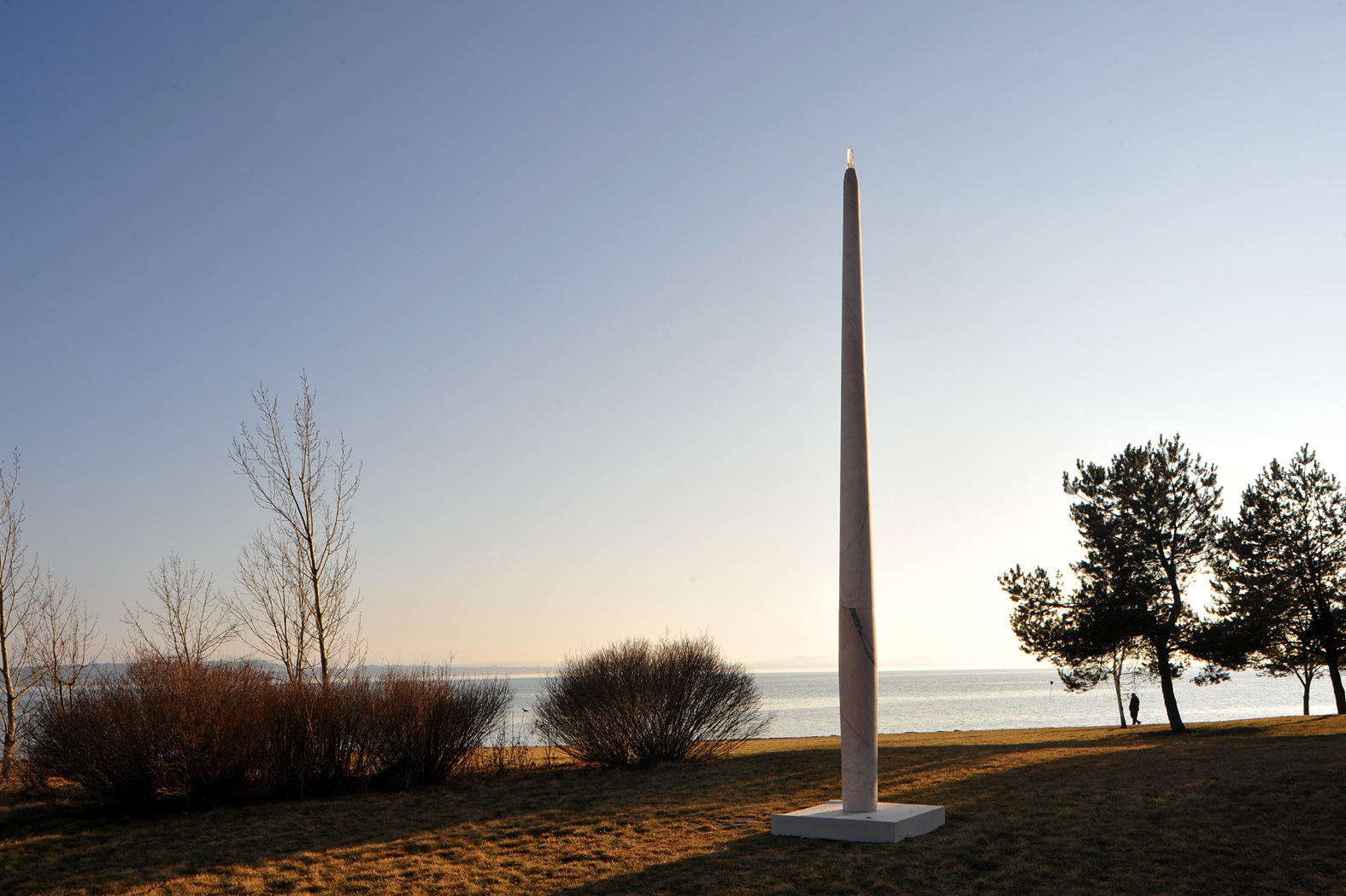
Gedenkzuil voor Maurice Bavaud in Hauterive

Zowel in Zwitserland als in Duitsland raakte Marcel Bavaud in de vergetelheid. Pas in 1976 bracht een artikel van Rolf Hochhuth in Die Zeit onder de titel Tell 38 de zaak op de voorgrond. In 1980 volgden de documentaire en het gelijknamige boek Es ist kalt in Brandenburg van Niklaus Meienberg en het boek Der Schweizer Hitler-Attentäter van Klaus Urner. Hochhuth ziet Bavaud als een einzelgänger met humanistische motieven, Urner daarentegen ziet Bavaud vooral als de speelbal van de psychisch gestoorde Marcel Gerbohay die zelf allesbehalve humanitaire motieven had om Bavaud aan te zetten tot de aanslag.
Als gevolg van de hernieuwde belangstelling gaf de Bondsraad in 1989 en later opnieuw in 1998 toe dat de overheidsinstanties in de periode 1938-1941 tekortgeschoten waren in hun steun aan Bavaud. Naar aanleiding van de zeventigste verjaardag van de aanslagpoging gaf Bondspresident Pascal Couchepin volgende schriftelijke verklaring: "Aus heutiger Sicht hatten sich die Schweizer Behörden damals zu wenig für den Verurteilten eingesetzt. [...] Er hatte wohl das Verhängnis, das Hitler über die ganze Welt brachte, vorausgeahnt, und er verdient damit unsere Erinnerung und Anerkennung." (Terugkijkend vandaag hebben de Zwitserse autoriteiten zich destijds te weinig ingezet voor de veroordeelde (...) Hij heeft wellicht de verdoemenis, die Hitler over de hele wereld bracht, voorvoeld en verdient daarom onze herinnering en erkenning.)
- Bibliothèque nationale de France: cb11970257t (data)
- Gemeinsame Normdatei: 118507710
- Historisch woordenboek van Zwitserland: 043603
- International Standard Name Identifier: 0000 0000 7858 1547
- Library of Congress Control Number: n79131762
- Nationale Bibliotheek van Tsjechië: uk2012694268
- Nationale Bibliotheek van Israël: 987007429417305171
- Nederlandse Thesaurus van Auteursnamen: 069667802
- Système universitaire de documentation: 027720268
- Virtual International Authority File: 57899766
- WorldCat: E39PBJdWKdj6PgwY3jdFWbVHmd